# L'home de les estrelles
L'home de les estrelles (títol original: L'uomo delle stelle) és una pel·lícula italiana dirigida per Giuseppe Tornatore, estrenada l'any 1995. El film va ser nominat a l'Oscar a la millor pel·lícula de parla no anglesa. Ha estat doblada al català.

## Argument
El 1953, Joe Morelli, estafador amb enginy, travessa Sicília a la recerca de nous talents. Per 1500 lires, Joe roda proves i ho promet tot: glòria, riquesa, amor, ... L'home de cinema "filma" tots els sicilians: mafiosos, comunistes, camperols, empleats municipals, carabiners... Tots expliquen i s'exalten davant la càmera que en realitat no funciona... Només una jove italiana, Beata atraparà a les seva xarxa "el venedor de somnis" en el seu propi joc, per fer-ne, malgrat ell mateix, un altre home.

## Repartiment
- Sergio Castellitto: Joe Morelli
- Tiziana Lodato: Beata
- Franco Scaldati: Mastropaolo
- Leopoldo Trieste: Mut

## Premis i nominacions
- 1995: Nominada a l'Oscar: Millor pel·lícula de parla no anglesa
- 1995: Venècia: Gran Premi Especial del Jurado
- 1995: Premis David di Donatello: 3 premis, incloent Millor director. 11 nominacions

## Crítica
- "Podria haver estat una excel·lent pel·lícula (...) malgrat les seves fallades, conté excel·lents moments"[3]